# NGC 2664
NGC 2664 est un regroupement d'étoiles situé dans la constellation du Cancer. Il a été découvert par l'astronome britannique John Herschel avant l'année 1830.

Certaines références classent NGC 2664 parmi les amas ouverts,,, mais en réalité ce n'est pas le cas. En effet, une étude publiée en 2004 sur les objets NGC 5385, NGC 2664 et Collinder 21 a montré que ceux-ci ne sont pas réellement des amas d'étoiles liées par la gravité, car le mouvement propre, la vitesse radiale et la distance des étoiles qui les composent sont différents. Il s'agit donc d'un regroupement d'étoiles brillantes dans une zone de la sphère céleste dû au hasard. 